# Pachymelus radovae
Pachymelus radovae är en biart som beskrevs av Henri Saussure 1890. Pachymelus radovae ingår i släktet Pachymelus och familjen långtungebin. Inga underarter finns listade i Catalogue of Life.